# Li Jishen
Li Jishen (李濟深, 5 novembre 1885 – 9 octobre 1959) est un chef militaire et homme politique chinois.
D'abord affilié au Kuomintang, il commande la 4e armée de république de Chine, est gouverneur du Guangdong, commissaire des affaires militaires, et président par intérim de l'académie de Huangpu. Il est expulsé du Kuomintang en 1947 après s'est brouillé avec Tchang Kaï-chek et devient plus tard l'un des six vice-présidents de la république populaire de Chine.

## Biographie

### Jeunesse
Li est né en 1886 dans une famille d'intellectuels du Guangxi. Sa mère meurt quand il a quatre ans. En 1903, il entre à l'école secondaire de Wuzhou où il étudie auprès de chef du Kuomintang, Hu Hanmin. En 1904, il est transféré à l'école militaire de Liangguang au Guangdong, et trois ans plus tard, il est sélectionné pour intégrer l'académie des officiers de Pékin. Il interrompt ses études durant la révolution chinoise de 1911 et devient chef de la 22e division de l'armée révolutionnaire à Jiangsu. Après l'établissement de la République de Chine, Li termine ses études et reste à l'académie.

### Début de carrière
Il retourne au Guangdong en 1921 sur l'invitation du chef de l'armée provinciale, Deng Keng, qui est assassiné en mars 1922, et Chen Jiongming tente un coup d'État en juin, que Li contribue à réprimer. En récompense de son aide, il reçoit le commandement de la 1re division.
En 1924, après avoir brièvement servi comme commissaire de la reconstruction de la région de l'ouest Wuzhou, et comme commandant de la garnison de Wuzhou, Li devient vice-doyen de la nouvelle académie de Huangpu sous la direction de Tchang Kaï-chek. Après la mort de Sun Yat-sen en mars 1925, le gouvernement du Guangdong est réorganisé en gouvernement national, et Li est nommé commandant de la 4e armée, qui est l'ancienne armée du Guangdong. Il passe l'année suivante à détruire les forces restantes de Chen Jiongming.
Lorsque l'expédition du Nord débute en juillet 1926, la 4e armée de Li rejoint le mouvement au Nord. Dans la même intervalle, il sert également comme gouverneur du Guangdong, commissaire des affaires militaires, et président par intérim de l'académie de Huangpu. En 1927, il est élu au comité exécutif central du Kuomintang. En novembre 1927, Li quitte le Guangdong en compagnie de Wang Jingwei pour participer à une session plénière du comité à Shanghai sur le sujet de la restauration de l'unité du parti. En son absence, Zhang Fakui lance un coup d'État. Les forces loyales à Li forcent Zhang à se rendre, et Li retourne au Guangdong le 4 janvier 1928.
Le 7 février 1928, Li est nommé membre de la commission des affaires militaires et commandant en chef de la nouvelle armée de la 8e route. Le 1er mars, il devient président du conseil politique du Kuomintang du Guangdong, et le 30 mars, il est nommé chef de l'État-major de l'expédition du Nord. La même année, il participe à des rassemblements à Pékin, et sert brièvement comme commandant en chef par intérim des forces nationalistes lorsque Tchang Kaï-chek quitte Pékin pour Nankin. Il est nommé au conseil d'État le 8 octobre et quitte sa fonction de gouverneur du Guangdong en novembre.

### Guerre sino-japonaise et comité révolutionnaire du Kuomintang
En 1929, Li se rend à Nankin pour participer au 3e congrès national et sert d'intermédiaire dans une dispute entre le gouvernement nationaliste de la nouvelle clique du Guangxi. Cependant, les discussions sont interrompues en mars, les membres de la clique étant expulsés par le Kuomintang, et Li est lui-même placé en détention. Il n'est libéré qu'après le début de l'invasion japonaise de la Mandchourie à la suite de l'incident de Mukden de 1931.
Li ne joue plus de rôle politique significatif jusqu'en 1933 après avoir rejoint Chen Mingshu pour lancer une révolte au Fujian. Li est  fait président du gouvernement révolutionnaire populaire de Fuzhou, mais la révolte est rapidement réprimée, et il est contraint de fuir à Hong Kong en janvier 1934. 
En 1935, il s'associe pour fonder la ligue révolutionnaire du peuple chinois qui prône la résistance contre le Japon et le renversement du gouvernement nationaliste. En 1936, Li participe à une révolte anti-gouvernement au Guangdong et au Guangxi, mais après un nouvel échec, il retourne à Hong Kong. Son ordre d'arrestation est cependant annulé.
En 1938, Li redevient membre du Kuomintang, et également de la commission des affaires militaires et du conseil d'État. Durant la seconde guerre sino-japonaise, il sert à différents postes militaires. En 1944, il est nommé président du conseil militaire, mais travaille peu de temps après à la consolidation de la résistance contre le Japon dans le Sud Guangxi. Au 6e congrès national du Kuomintang de mai 1945, Li est élu au comité central de supervision et sert comme délégué à l'assemblée nationale l'année suivante.
Le 8 mars 1947, Li publie une déclaration appelant à la réconciliation entre le Kuomintang et le Parti communiste chinois. Pour cela, il est de nouveau expulsé du Kuomintang pour déclaration injustifiée et incitation à la révolte. Il commence à travailler à unir les anciens et les actuels membres du Kuomintang qui s'opposent aux politiques du gouvernement national. Cela donne naissance au comité révolutionnaire du Kuomintang en 1948, et Li en devient le premier président.

### République populaire de Chine
Li quitte Hong Kong début 1949 et se rend à Pékin où il assiste au travail préparatoire de la fondation de la république populaire de Chine. Après l'inauguration du nouveau gouvernement, il devient l'un des six vice-présidents, ainsi que vice-président de l'association d'amitié sino-soviétique. En janvier 1953, il devient membre du comité chargé de rédiger la première constitution de la république populaire, et sert comme délégué à l'Assemblée nationale populaire en 1954. La nouvelle constitution réduit le nombre de vice-présidents à trois, et Li abandonne son poste pour devenir vice-président du comité permanent de l'Assemblée nationale populaire. Il continue à tenir différents postes au gouvernement jusqu'à sa mort le 9 octobre 1959 à Pékin d'un cancer de l'estomac et d'une thrombose cérébrale.

### Vie personnelle
Li se marie plusieurs fois et a de nombreux enfants. L'un de ses fils deviendra doyen du collège d'agriculture de l'université Lingnan de Guangzhou (en) dans les années 1940. Trois de ses filles étudient à l'université Yenching en 1950.